# Friedrichstadt-Palast
Le Friedrichstadt-Palast est un théâtre de revue construit en 1984, doté d'une technologie moderne de scène et situé dans le quartier de Berlin-Mitte. C'est l'un des principaux établissements européens à présenter cette forme d'art. Sa caractéristique essentielle est notamment sa kickline traditionnelle.

## Premier bâtiment

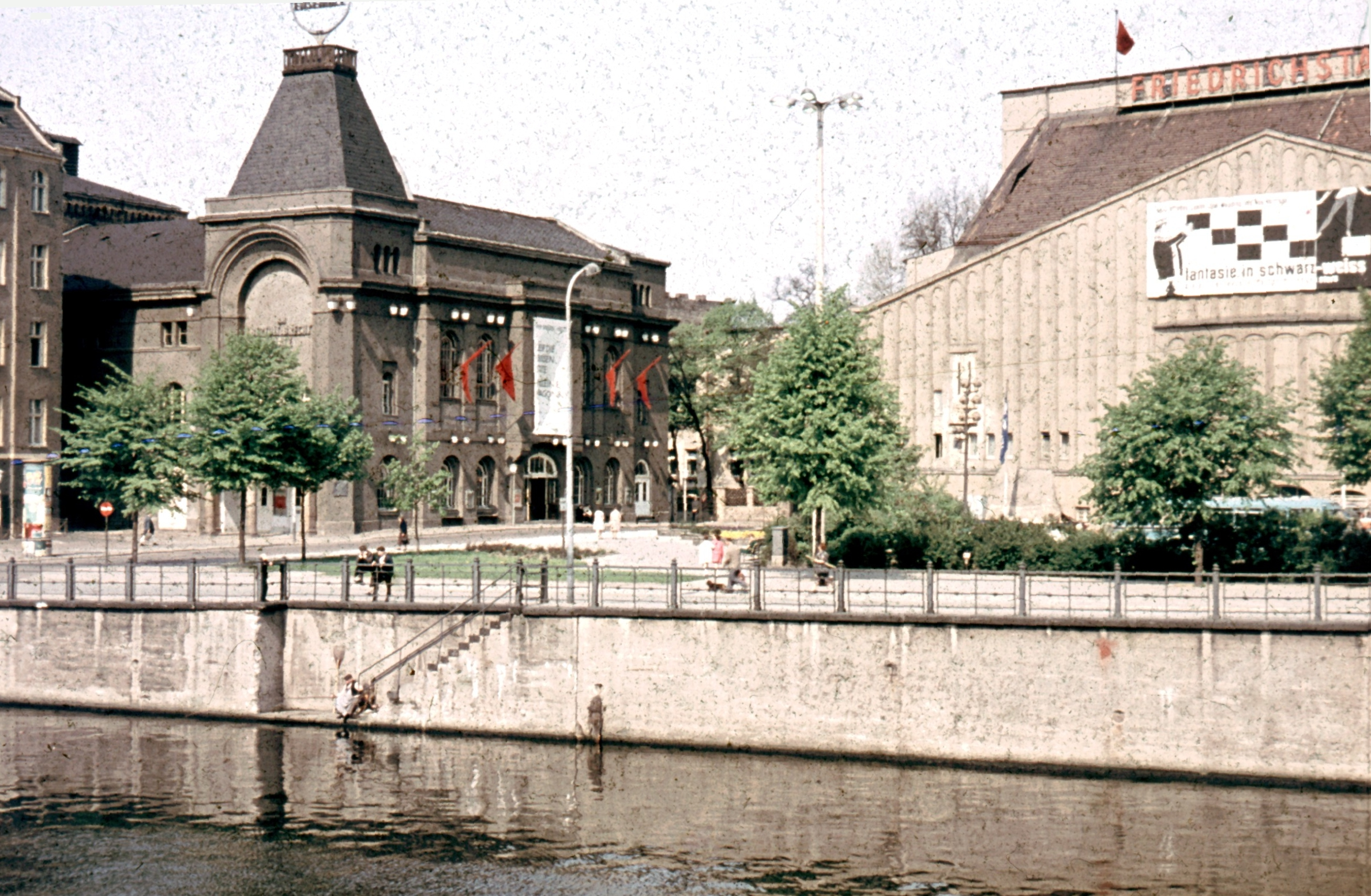
Vue de l'ancien Friedrichstadt-Palast (à droite) au bord de la Spree

À l'origine, le Friedrichstadt-Palast était une halle de marché située environ 200 mètres au sud-ouest de son emplacement actuel. Son adresse officielle était en 1867 Am Zirkus 1. 
En 1873, le bâtiment est converti en arène de cirque pouvant accueillir 5 000 spectateurs. Dans les décennies suivantes, il accueille les cirques Salamonsky, Renz et Schumann.
En 1910, la halle est convertie en large arène et Max Reinhardt y organise les premières représentations théâtrales. Reinhardt décide de restructurer le bâtiment pour cette nouvelle utilisation. Il est ainsi reconstruit par l'architecte de renom Hans Poelzig,. Le bâtiment avait une scène tournante de 18 m de diamètre et une avant-scène mobile. En plus, il possède un éclairage moderne et une technologie d'effets spéciaux.
En 1924, le nouveau directeur, Erik Charell, organise des revues modernes et fait se produire des stars comme les Comedian Harmonists ou La Jana. Pendant la période nazie, le théâtre est renommé Theater des Volkes. Des opérettes bourgeoises y sont présentées. 
Au début de l'année 1945, le bâtiment souffre des bombardements. Après la fin de la Seconde Guerre mondiale, l'artiste Marion Spadoni rouvre les portes de l'établissement en mai 1945. Il s'appelle alors Palast Variété et peut accueillir 3 500 spectateurs. Un ensemble d'enfants se produit pour la première fois sur sa scène.
En 1949, la ville de Berlin reprend la direction de l'établissement qui retrouve son nom original de Friedrichstadt-Palast.
Le 29 février 1980, le bâtiment est fermé en raison d'un fort affaissement des fondations et de la moisissure des piliers. Après que la compagnie déménage dans le nouveau bâtiment en 1985, la démolition de l'ancien bâtiment commence presque immédiatement.

## Le théâtre depuis 1984
Aujourd'hui, le Friedrichstadt-Palast est le plus moderne palace de spectacles en Europe. Le nouveau Friedrichstadt-Palast a ouvert ses portes le 27 avril 1984. Il mesure 80 m de large, 110 m de long et couvre un volume au sol de 195 000 m3. 
Le grand hall du Friedrichstadt-Palast est utilisé fréquemment comme espace de représentation. Il peut accueillir 1 895 spectateurs. Sa scène de 2,854 m2 est la plus grande au monde. L'arc de l'avant-scène est, avec 24 m, la plus large d'Europe.
Le Friedrichstadt-Palast est unique dans sa programmation qui comprend des spectacles pour enfant, des performances de stars invitées, des galas de festivals et plus encore. Le Palast est spécialisé dans les performances complexes et fantastiques qui utilisent un éclairage et une technologie ultramodernes, avec plus d'une centaine d'artistes et des numéros d'acrobates hautement stylisés. 

À la suite d'investissements massifs de plusieurs millions d'euros, le Friedrichstadt-Palast reste le théâtre le plus grand et le plus moderne d'Europe,. Aujourd'hui, le Friedrichstadt-Palast est connu pour son programme unique et la taille de son théâtre. La grande tradition des revues berlinoises continue d'y vivre. Le dialogue sur scène a presque été éliminé complètement ce qui rend le show adapté aux spectateurs internationaux.